# Bryan MacLean
Bryan MacLean (25. září 1946 Los Angeles, Kalifornie, USA – 25. prosince 1998 tamtéž) byl americký zpěvák a kytarista. V roce 1965 se stal členem skupiny Love, ve které působil po nadcházející tři roky. Se skupinou nahrál tři studiová alba; Love (1966), Da Capo a Forever Changes (obě 1967). Předtím, než se stal členem skupiny Love pracoval jako roadie u skupiny The Byrds.
Zemřel na infarkt myokardu ve věku 52. let.